# Zapasy na Igrzyskach Panarabskich 2004
Turniej zapasów na igrzyskach panarabskich w 2004 odbył się w dniach 28 – 30 września w Algierze.

## Tabela medalowa
|   | Państwo  |    |    |    | Razem: |
| - | -------- | -- | -- | -- | ------ |
| 1 | Egipt    | 6  | 1  | 1  | 8      |
| 2 | Syria    | 5  | 3  | 2  | 10     |
| 3 | Irak     | 2  | 4  | 2  | 8      |
| 4 | Tunezja  | 1  | 1  | 2  | 4      |
| 5 | Algieria | 0  | 5  | 4  | 9      |
| 6 | Jordania | 0  | 0  | 2  | 2      |
| 7 | Katar    | 0  | 0  | 1  | 1      |
|   | razem:   | 14 | 14 | 14 | 42     |

## Wyniki mężczyźni

### styl wolny
| Waga   | Złoto:                 | Srebro:             | Brąz:          |
| 55 kg  | Firas Al-Rifaei        | Fayçal Aoun         | Mohamed Ataya  |
| 60 kg  | Ali Abu Talib Muhammad | Ali Mohamed         | Billel Ghouini |
| 66 kg  | Mazen Kobtani          | Walid Hasab an-Nabi | Farid Hannoun  |
| 74 kg  | Bassem Wissem          | Adnan Charef        | Ahmad Al-Aosta |
| 84 kg  | Mohamed Bouzaiane      | Hassen Fadhel       | Jalel Makroun  |
| 96 kg  | Salih Imara            | Jalal Baker         | Bassem Farkay  |
| 130 kg | Mohamed Jaber          | Akil Fahli          | Ismaïl Mohamed |

### styl klasyczny
| Waga   | Złoto:                      | Srebro:               | Brąz:                     |
| 55 kg  | Muhammad Mustafa Abu al-Ila | Mohamed Nadhem        | Samir Bin Szinaf          |
| 60 kg  | Zakaria Al-Nashid           | Mohamed Mehdi Jelassi | Hasan Madani              |
| 66 kg  | Aszraf al-Gharabili         | Brahim Jennaba        | Muhammad Barkawi          |
| 74 kg  | Ahmad Muhammad Abd as-Sadik | Masud Zaghdan         | Jahja Muhammad Abu Tabich |
| 84 kg  | Mohamed Abdou               | Ahmed Fortas          | Hassen El Aâraj           |
| 96 kg  | Muhammad Abd al-Fattah      | Mohammad Al-Ken       | Suleiman Ali              |
| 130 kg | Mohammad Al-Haiek           | Jassem Berim          | Mohamed Zebar             |